# J. R. R. Tolkien
John Ronald Reuel Tolkien (pronunciado /dʒɒn ˈɹʷɒnld ˈɹʷuːəl ˈtʰɒlkiːn/) (Bloemfontein, Estado Libre de Orange, 3 de enero de 1892-Bournemouth, Inglaterra, 2 de septiembre de 1973), a menudo citado como J. R. R. Tolkien o JRRT, fue un escritor, poeta, filólogo, lingüista y profesor universitario británico, nacido en el Estado Libre de Orange (hoy parte de Sudáfrica). Conocido principalmente por ser el autor de El hobbit y El Señor de los Anillos.
De 1925 a 1945, Tolkien ocupó la cátedra Rawlinson y Bosworth en la Universidad de Oxford, enseñando anglosajón y, de 1945 a 1959, fue profesor de Lengua y Literatura inglesa en Merton. Era amigo cercano del también escritor C. S. Lewis y ambos eran miembros de un informal grupo de debate literario conocido como los Inklings. Tolkien fue nombrado Comendador de la Orden del Imperio Británico por la reina Isabel II el 28 de marzo de 1972.
Después de su muerte, el tercer hijo de Tolkien, Christopher, publicó una serie de obras basadas en las amplias notas y manuscritos inéditos de su padre, entre ellas El Silmarillion y Los hijos de Húrin. Estos libros, junto con El hobbit y El Señor de los Anillos, forman un cuerpo conectado de cuentos, poemas, historias de ficción, idiomas inventados y ensayos literarios sobre un mundo imaginado llamado Arda, y más extensamente sobre uno de sus continentes, conocido como la Tierra Media. Entre 1951 y 1955, Tolkien aplicó la palabra legendarium a la mayor parte de estos escritos.
Si bien escritores como William Morris, Robert E. Howard y E. R. Eddison precedieron a Tolkien en el género literario de fantasía con obras tan famosas e influyentes como las de Conan el Bárbaro, el gran éxito de El hobbit y El Señor de los Anillos cuando se publicaron en Estados Unidos condujo directamente al resurgimiento popular del género. Esto ha causado que Tolkien sea identificado popularmente como «el padre» de la literatura moderna de fantasía, o más concretamente, de la alta fantasía. Los trabajos de Tolkien han inspirado muchas otras obras de fantasía y han tenido un efecto duradero en la cultura popular. En 2008, el periódico The Times le clasificó sexto en una lista de «Los 50 escritores británicos más grandes desde 1945».

## Biografía

### Orígenes de la familia Tolkien

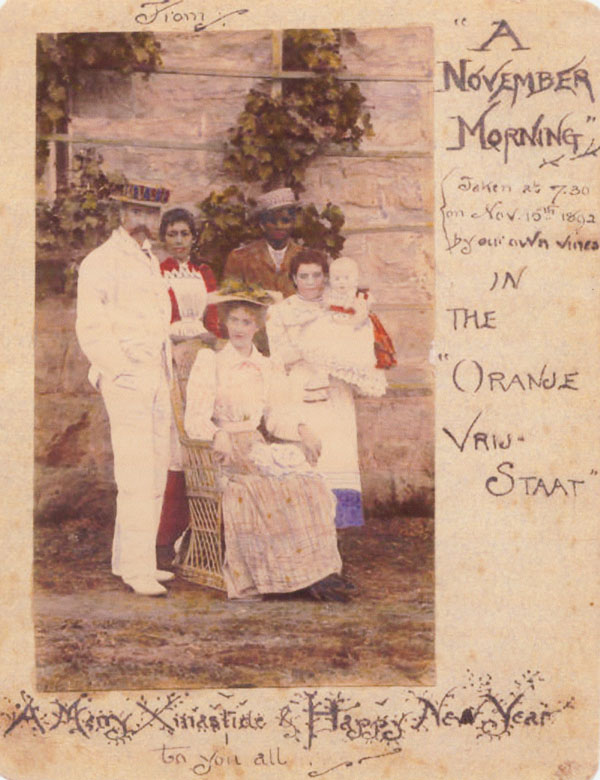
Postal navideña manuscrita con una fotografía coloreada de la familia Tolkien (Arthur, Mabel, el pequeño Ronald de 10 meses y tres sirvientes), enviada por Mabel Tolkien desde el Estado Libre de Orange a sus parientes en Birmingham, el 15 de noviembre de 1892.

Por los datos que se conocen, la mayoría de los antepasados paternos de Tolkien fueron artesanos. La familia Tolkien tenía sus raíces en el estado alemán de Baja Sajonia, aunque se había afincado en Inglaterra en el siglo XVIII, y adaptado intensamente a su cultura. El apellido «Tolkien» es la forma anglicanizada del alemán «Tollkiehn», cuyo origen radica en tollkühn (‘temerario’). En cambio, la familia Suffield, antepasados maternos de Tolkien, tenían fuerte raigambre en la ciudad de Birmingham, donde se dedicaron al comercio al menos desde principios del siglo XIX, tras desplazarse allí desde Evesham (Worcestershire).

### Infancia
John Ronald Reuel nació en Bloemfontein, capital del Estado Libre de Orange, la noche del domingo 3 de enero de 1892. Sus padres fueron Arthur Tolkien y Mabel Suffield, ambos del Reino Unido. Recibió el mismo nombre que su abuelo paterno, John, pues en su familia era costumbre llamar así al primogénito del hijo mayor. Su medio tío John, el mayor de los hijos de John Benjamin Tolkien, solo tuvo hijas, por lo que Arthur decidió llamar a su hijo según la costumbre. Su segundo nombre, Ronald, fue puesto por deseo de Mabel, ya que ella creía que el bebé iba a ser una niña y tenía pensado llamarla Rosalind, y finalmente eligió Ronald como sustituto. Reuel, que proviene del antiguo hebreo y que significa ‘próximo a Dios’, era el segundo nombre de su padre. Ronald sería el nombre que utilizarían sus padres, sus parientes y su esposa, a pesar de no sentirse totalmente identificado con él; sus allegados le llamaban John Ronald, «Tollers» o simplemente Tolkien.
El niño fue bautizado el 31 de enero en la catedral de Bloemfontein. Tiempo después, cuando Ronald comenzaba a andar, una tarántula lo picó en el jardín de su casa, un evento que algunos aseguran tiene paralelos en sus historias, a pesar de que Tolkien admitió no tener ningún recuerdo del accidente ni miedo a las arañas de adulto. El 17 de febrero de 1894 nació su hermano menor, Hilary Arthur.

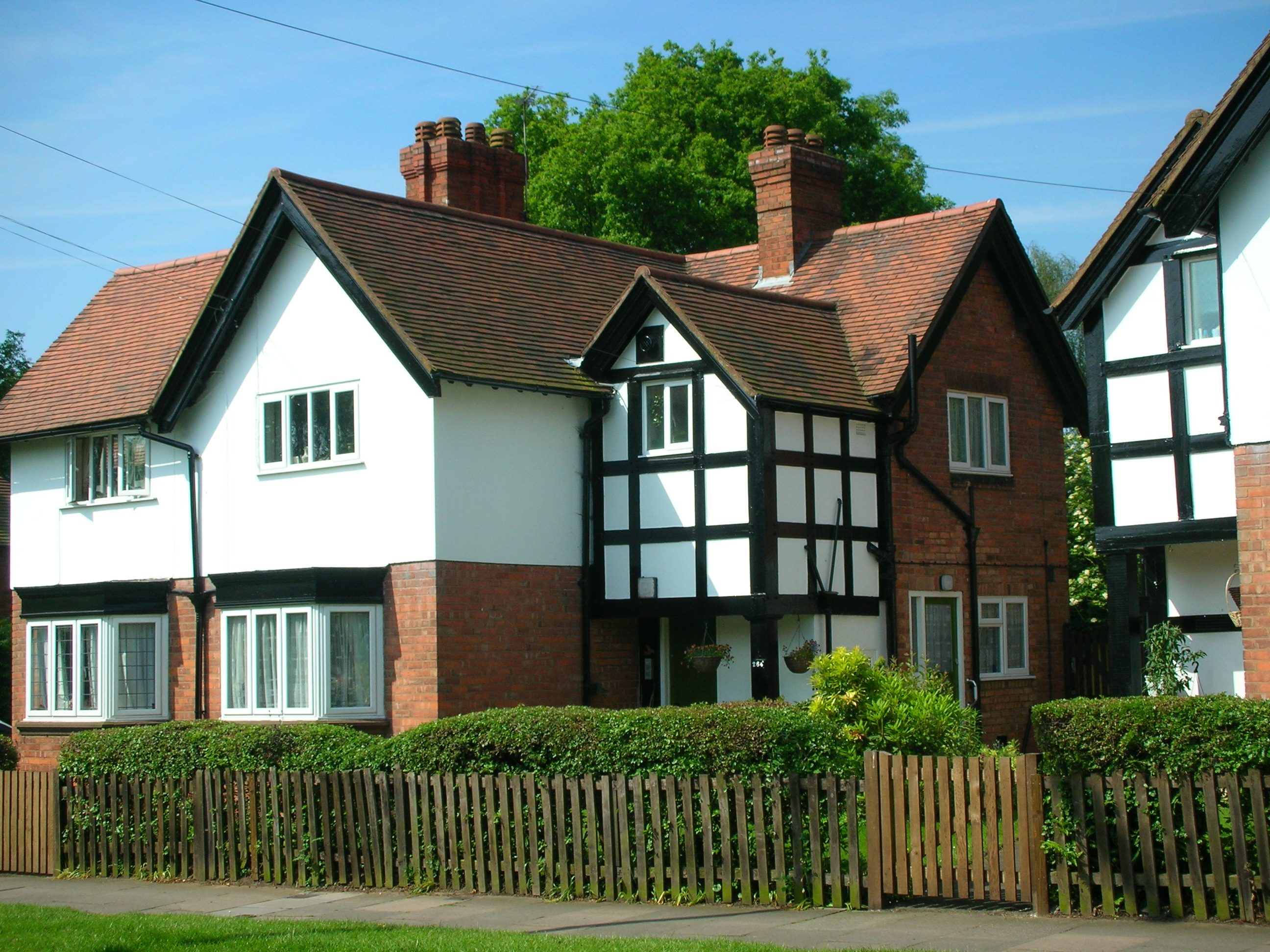
Wake Green Road, 264, en Birmingham, primer hogar de Tolkien en Inglaterra.

A pesar de que Arthur quiso permanecer en África, el clima del lugar perjudicaba la salud de Ronald por lo que, en 1895, cuando contaba tres años, se trasladó con su madre Mabel y su hermano Hilary a Inglaterra, en lo que debía ser una prolongada visita familiar, mientras su padre permanecía en Orange, a cargo de la venta de diamantes y otras piedras preciosas para el Banco de Inglaterra. La intención de Arthur Tolkien era la de reunirse con su familia en Inglaterra, pero murió el 15 de febrero de 1896 de una fiebre reumática. Su sorpresiva muerte dejó a la familia sin ingresos, por lo que Mabel debió llevar a sus hijos a vivir con su propia familia en Birmingham.

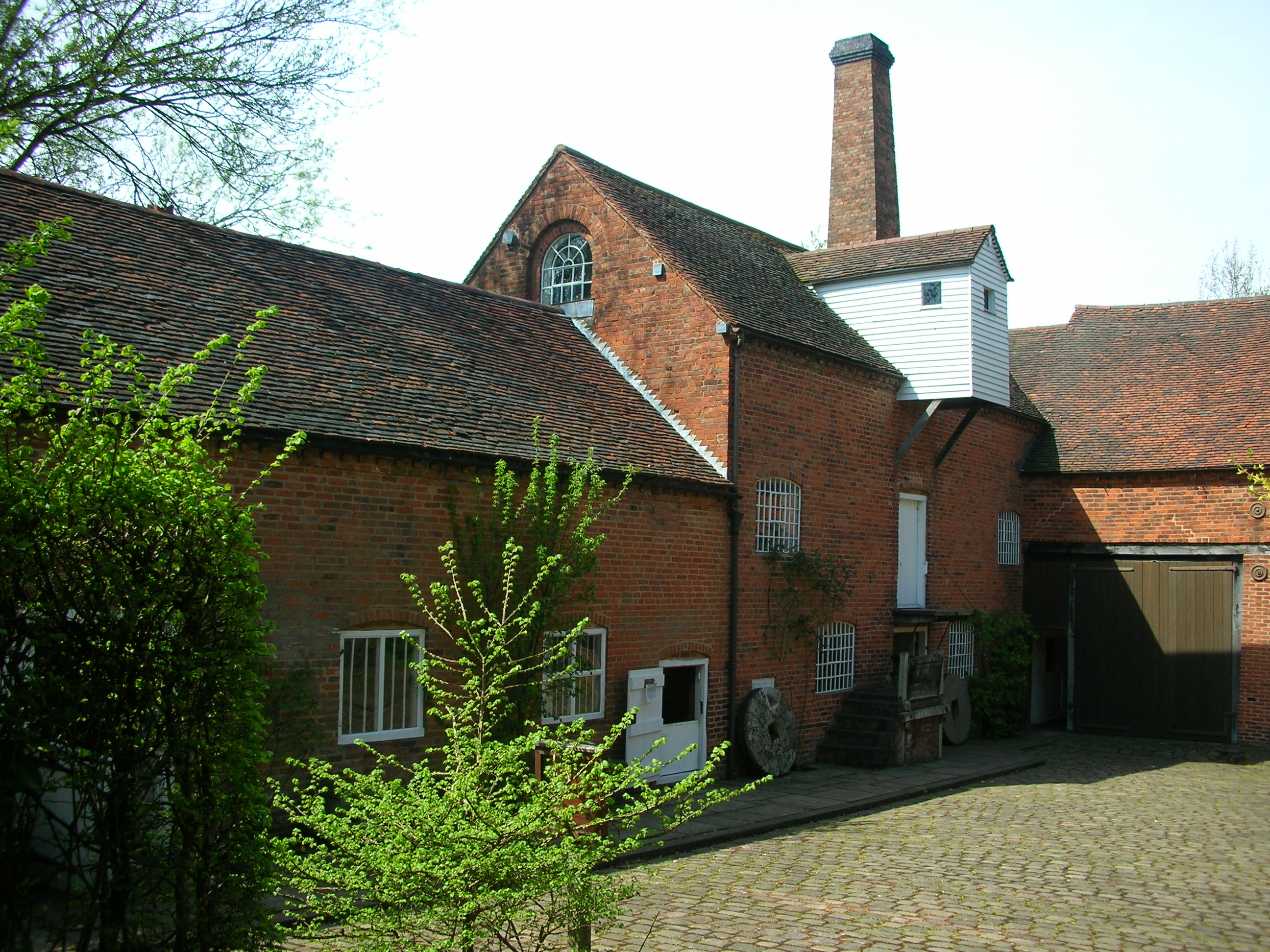
El molino de Sarehole, en Worcestershire, lugar de juegos infantiles de Tolkien.

Ese mismo año volvieron a mudarse a Sarehole (en la actualidad, en Hall Green), por entonces una pequeña villa de Worcestershire, más tarde absorbida por Birmingham. A Ronald le encantaba explorar el cercano bosque de la turbera de Moseley y el molino de Sarehole, así como las colinas de Clent y de Lickey, lugares que más adelante inspirarían algunos pasajes en sus obras, junto con otros parajes de Worcestershire como Bromsgrove y Alvechurch, Alcester (Warwickshire) y la granja de su tía, Bag End («Bolsón Cerrado»), nombre que utilizaría en sus relatos.
Mabel se encargó de la educación de sus dos hijos. Ronald era un alumno muy aplicado. Su gran interés por la botánica procedía de las enseñanzas de Mabel, que despertó en su hijo el placer de mirar y sentir las plantas. Ronald disfrutaba dibujando paisajes y árboles, pero sus lecciones favoritas eran aquellas relacionadas con los idiomas, puesto que su madre comenzó a enseñarle las bases del latín a tan temprana edad. De esta forma, ya podía leer a los cuatro años y escribir de forma fluida poco después.
Tolkien asistió a la King Edward's School de Birmingham. Mientras estudiaba allí participó en el desfile de coronación de Jorge V, siendo ubicado justo al exterior de las puertas del palacio de Buckingham. Más tarde fue inscrito en la escuela de San Felipe del oratorio de Birmingham.
En 1900, Mabel se convirtió junto con sus dos hijos al catolicismo a pesar de la fuerte oposición de su familia, de confesión baptista, que como consecuencia retiró toda la ayuda económica que le había estado prestando desde que se quedó viuda. En 1904, cuando Ronald tenía doce años, Mabel falleció debido a complicaciones de diabetes —una enfermedad muy peligrosa antes de la aparición de la insulina— en Fern Cottage (Rednal), donde vivía con sus hijos en una casa alquilada. Por mantenerse en el catolicismo frente a la retirada de la ayuda económica familiar, durante toda su vida Ronald vivió convencido de que su madre había sido una verdadera mártir de su fe, lo que le produjo una profunda impresión en sus propias creencias católicas.
Durante su orfandad, Ronald y Hilary fueron educados por el padre Francis Xavier Morgan, un sacerdote católico del oratorio de Birmingham, situado en la zona de Edgbaston. Morgan, andaluz aunque de padre galés, había apoyado moral y económicamente a Mabel Tolkien tras su conversión y había enseñado al joven Ronald las bases del idioma español que más tarde emplearía en la creación de su «naffarin». El Oratorio estaba casi bajo la sombra de las torres de Perrott's Folly y Edgbaston Waterworks, que inspiraron las imágenes de las torres oscuras de Orthanc y Minas Morgul de El Señor de los Anillos.
Otra influencia notable que recibió en esta etapa fueron las pinturas románticas medievalistas de Edward Burne-Jones y la hermandad prerrafaelita, muchas de cuyas obras pertenecen hoy al Museo y Galería de Arte de Birmingham (Birmingham Museum and Art Gallery), que las expuso al público a partir de 1908.

### Juventud

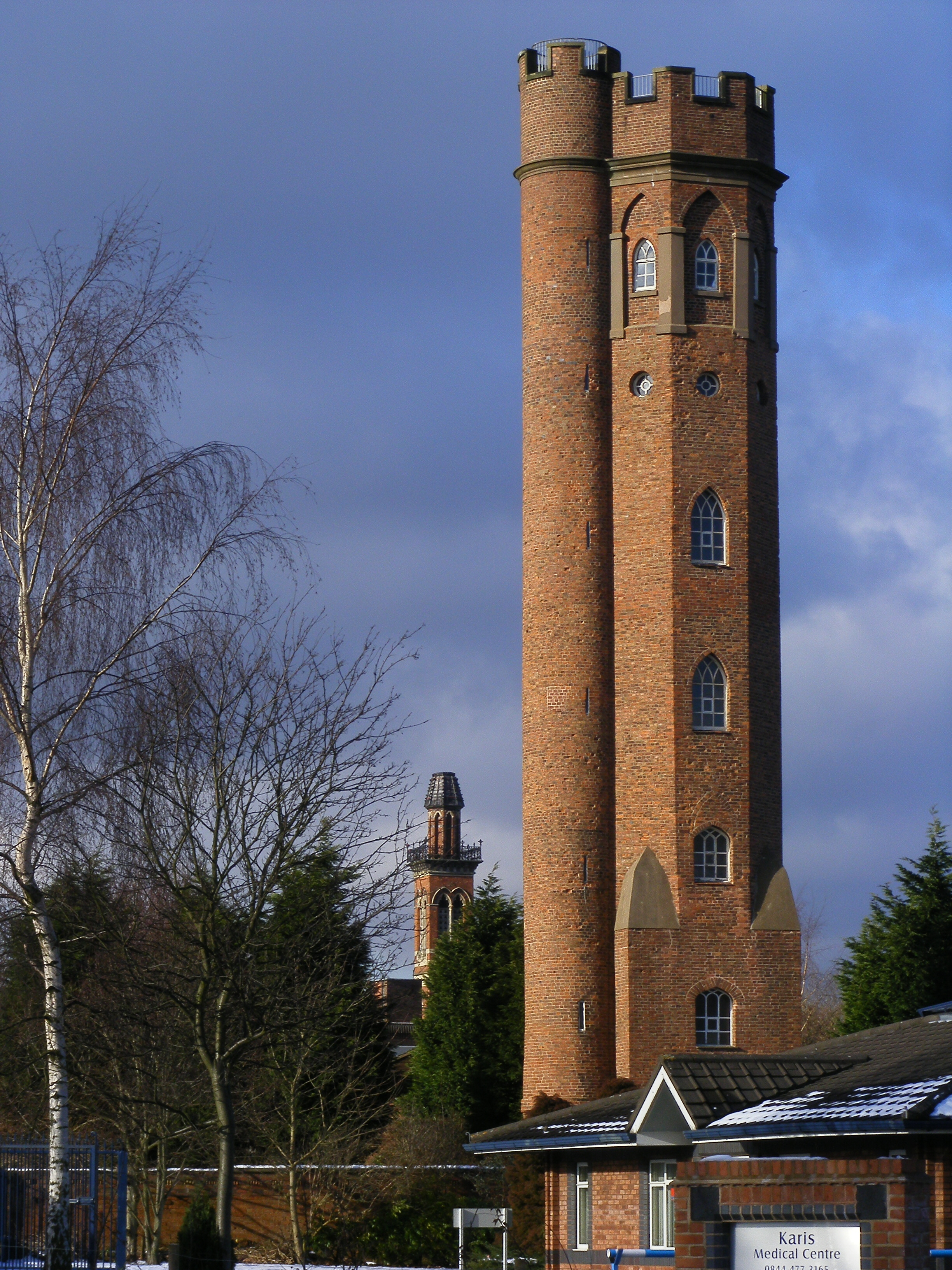
Las torres de Perrott's Folly (en primer término) y de Edgbaston Waterworks (detrás, a su izquierda), posible inspiración de Las dos torres.

En 1908, a los dieciséis años, Tolkien conoció en el orfanato a Edith Mary Bratt, de quien se enamoró pese a ser tres años menor. El padre Morgan le prohibió encontrarse, hablar e incluso mantener correspondencia con ella hasta que él cumpliese los veintiún años, lo que el joven obedeció al pie de la letra.
En 1911, mientras estaba en el colegio King Edward de Birmingham, Tolkien formó junto con tres amigos (Robert Gilson, Geoffrey Smith y Christopher Wiseman) una sociedad semisecreta conocida como la T.C., B.S., las iniciales del Tea Club and Barrovian Society («Club de Té y Sociedad Barroviana»), en alusión a su afición de tomar el té en Barrow's Stores, cerca de la escuela, así como en la biblioteca de la propia escuela (de forma ilegal). Después de dejar la escuela, los miembros mantuvieron el contacto. De hecho, celebraron en diciembre de 1914 un "concilio" en Londres, en casa de Wiseman. Para Tolkien, el resultado de este encuentro supuso un fuerte impulso para escribir poesía.
Más allá de las uniones íntimas de literatura, estudios y juegos, fluía un propósito mayor. Según John Garth, escritor, editor e investigador, galardonado por su obra Tolkien y la Gran Guerra. El origen de la Tierra Media (Tolkien and the Great War), Smith “declaró que a través del arte, los cuatro tendrían que dejar el mundo mejor de lo que lo encontraron”. Además, Smith creía que él y sus colegas poseían la responsabilidad “de restablecer sensatez, higiene, y el amor de real y verdadera belleza en el pecho de todos”. Tolkien declaró un parecer que “ellos tenían un “poder que estremecía al mundo”".
En el verano de 1911, Tolkien viajó de vacaciones a Suiza, un viaje que rememoró en una carta en 1968 de forma aún muy vívida, donde señalaba que el viaje de Bilbo a través de las Montañas Nubladas (incluyendo el «deslizamiento por las piedras resbaladizas hasta el bosque de pinos») está directamente basado en sus aventuras con su grupo de doce compañeros de excursión desde Interlaken hasta Lauterbrunnen, y en su acampada en las morrenas más allá de Mürren. Cincuenta y siete años más tarde, Tolkien recordaba su profunda pena al abandonar las vistas de las nieves perpetuas de Jungfrau y Silberhorn, «la Silvertine (Celebdil) de mis sueños».

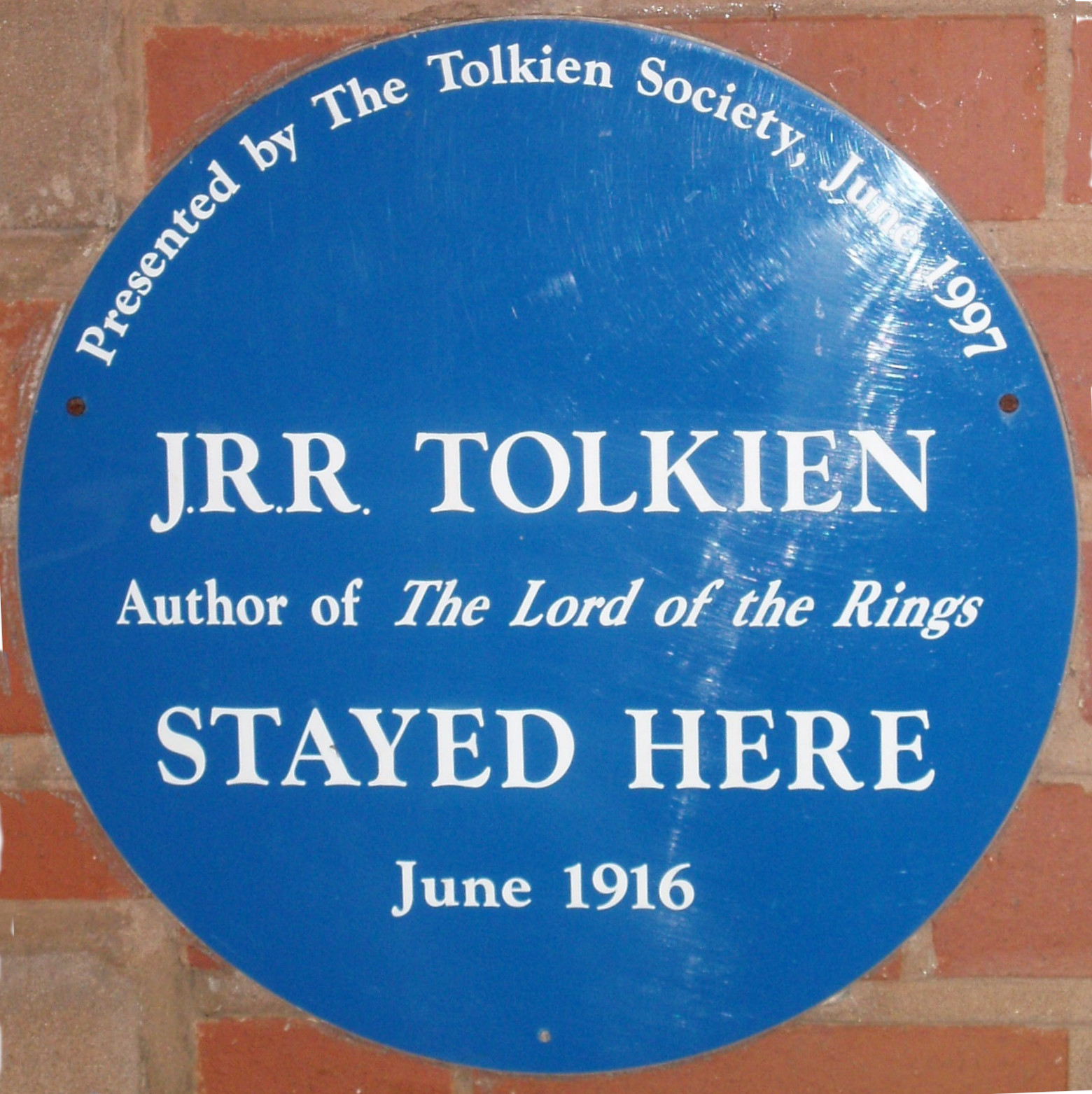
Placa que conmemora la estancia de J. R. R. Tolkien en el hotel Harrow de Birmingham, en junio de 1916.

Después de muchas trabas e impedimentos del padre Francis (que deseaba que Tolkien se centrase en acabar sus estudios de Filología Inglesa en Oxford con honores), la misma tarde del día de su vigésimo primer cumpleaños Tolkien escribió una carta a Edith para declararle su amor y preguntarle si deseaba casarse con él. Ella le respondió que ya estaba comprometida, ya que creía que Tolkien la había olvidado. Se reunieron bajo un viaducto de ferrocarril, donde renovaron su amor, tras lo cual Edith devolvió su anillo de compromiso y decidió casarse con él. Tras comprometerse en Birmingham en enero de 1913, Edith se convirtió al catolicismo ante la insistencia de Tolkien, y se casaron el 22 de marzo de 1916 en Warwick.
Antes de su matrimonio, sus viajes le llevaron a Cornualles donde, debido al amor que sentía por los paisajes desde la época de su infancia, quedó impresionado por la visión de la singular costa córnica y el mar. Se licenció en 1915 en el Exeter College, donde Joseph Wright, catedrático de Lingüística histórica, había ejercido una gran influencia en el interés de Tolkien por distintas lenguas, con matrícula de honor en Lengua inglesa, en la modalidad «Lingüística inglesa y literatura hasta Chaucer».
Después de su graduación, Tolkien se unió al Ejército Británico que luchaba por entonces en la Primera Guerra Mundial. Se enroló con el rango de teniente segundo, especializado en señales (transmisiones), en el 11.º Batallón de Servicio de los Fusileros de Lancashire, que fue enviado a Francia en 1916 con la Fuerza Expedicionaria Británica. Tolkien sirvió como oficial de comunicaciones en la batalla del Somme hasta que enfermó debido a la denominada «fiebre de las trincheras» el 27 de octubre, por lo que fue trasladado a Inglaterra el 8 de noviembre.
Durante su convalecencia en una cabaña en Great Haywood (Staffordshire), comenzó a trabajar en lo que llamó El libro de los cuentos perdidos con «La caída de Gondolin». Entre 1917 y 1918, sufrió recaídas de su enfermedad, aunque se había restablecido lo suficiente como para hacer tareas de mantenimiento en varios campamentos, tras lo que fue ascendido al rango de teniente. Cuando fue destinado a Kingston upon Hull, fue un día a caminar con su esposa por los bosques de la cercana Roos, y Edith comenzó a bailar para él en una densa arboleda de cicutas, rodeada de flores blancas. Esta escena inspiró el pasaje del encuentro de Beren y Lúthien, y Tolkien solía referirse a Edith como «su Lúthien». Tolkien y Edith tuvieron cuatro hijos: el sacerdote John Francis Reuel (1917-2003), el maestro de escuela Michael Hilary Reuel (1920-1984), el escritor Christopher John Reuel (1924-2020) y la trabajadora social Priscilla Anne Reuel (1929-2022).

### Madurez

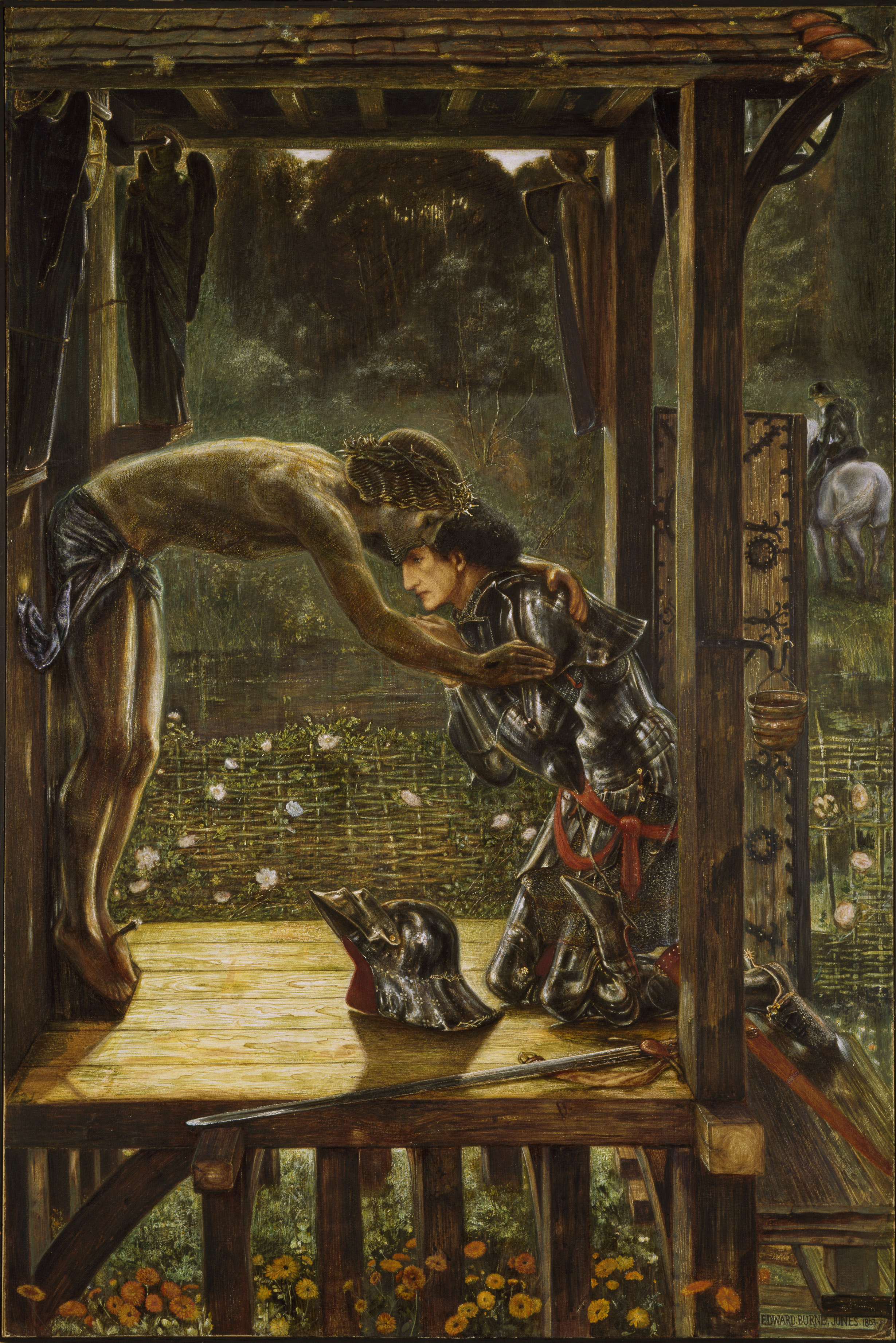
The Merciful Knight, una de las pinturas de Edward Burne-Jones pertenecientes a la colección del Museo y Galería de Arte de Birmingham.

El primer trabajo civil de Tolkien tras la guerra fue como lexicógrafo asistente en la redacción para la primera edición del Oxford English Dictionary, donde trabajó durante dos años principalmente en la historia y etimología de las palabras de origen germánico que comenzaban por la letra W, rastreando su origen en el alto alemán, alemán medio e incluso nórdico antiguo. En 1920. ocupó el puesto de profesor no titular de Lengua inglesa en la Universidad de Leeds, donde alcanzó el cargo de profesor, reformando con su magisterio la enseñanza de esta disciplina. En Leeds conoció a E. V. Gordon, con quien publicó la que es considerada la mejor edición hasta la fecha de la obra anónima de la Alliterative Revival, Sir Gawain y el Caballero Verde, escrita en inglés medio a finales del siglo XIV.
En 1924 nació su tercer hijo, Christopher, quien se encargó (Con la colaboración de su esposa Bailey Tolkien) de publicar póstumamente todos los manuscritos que su padre había dejado desparramados por el estudio en su casa de Northmoor Road. En 1925, regresó a Oxford como profesor de Anglosajón en el Pembroke College. Fue durante su estancia en Pembroke cuando Tolkien escribió El hobbit y los dos primeros volúmenes de El Señor de los Anillos.
Aunque Tolkien nunca esperó que sus historias ficcionales se volvieran tan populares, en 1937 C. S. Lewis lo persuadió para que publicara El hobbit, originalmente escrito para sus hijos. Sin embargo, el libro a su vez atrajo a lectores adultos, y se volvió lo suficientemente popular como para interesar a la editorial George Allen & Unwin por lo que le pidió a Tolkien que escribiera una secuela a la obra. En 1929 nació su hija Priscilla.
En 1928 Tolkien ayudó a sir Mortimer Wheeler en la excavación de un asclepeion romano en Lydney Park (Gloucestershire). Respecto a las publicaciones académicas, su conferencia de 1936 titulada «Beowulf: los monstruos y los críticos» tuvo una decisiva influencia en los estudios acerca del mito de Beowulf.

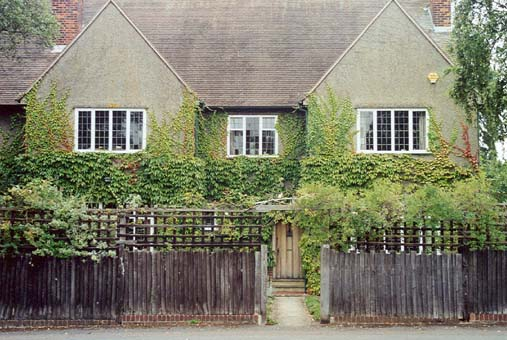
Northmoor Road, 20, en Oxford, hogar de la familia Tolkien entre 1930 y 1949.

En Oxford, Tolkien trabó amistad con el profesor y escritor C. S. Lewis, (futuro autor de Las crónicas de Narnia), con quien disentía al principio a causa de sus convicciones religiosas (Lewis era agnóstico, y posteriormente se hizo protestante), pero que acabó siendo uno de sus principales correctores, junto con los otros miembros del club literario que formaron, los Inklings. Sus miembros se reunían los viernes antes de comer en el pub Eagle and Child, y la noche de los jueves en las habitaciones de Lewis en el Magdalen College para recitar las obras que cada uno componía, así como romances y extractos de las grandes obras épicas del Norte de Europa.

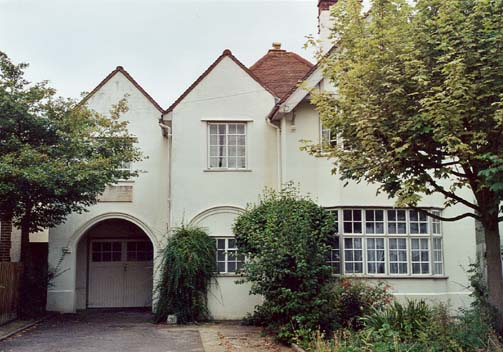
Sanfield Road, 76, en Headington (Oxford), hogar de los Tolkien desde 1953 a 1968.

Desde su adolescencia, Tolkien había empezado a escribir una serie de mitos y leyendas sobre la Tierra Media. Echaba en falta en su país una mitología del carácter de la griega, por ejemplo, y se proponía inventar «una mitología para Inglaterra», que más tarde dio lugar a El Silmarillion, originalmente denominado El libro de los cuentos perdidos. Dichos relatos están supuestamente inspirados en un cuento publicado en 1927 por Edward Wyke-Smith titulado El maravilloso país de los snergs (también el Kalevala finés, las sagas escandinavas y, en general, un poco de toda la mitología europea de cualquier origen).[cita requerida]

### Senectud
En 1957, Tolkien viajaba a Estados Unidos para recibir títulos honoríficos de las principales universidades, como Marquette (donde hoy en día se conservan los manuscritos originales de sus obras) y Harvard. El viaje tuvo que suspenderse, pues Edith cayó enferma. Tolkien se retiró dos años después de su cargo en Oxford. En 1961, C. S. Lewis lo propuso como candidato para el Premio Nobel de Literatura, pero el jurado desestimó la propuesta por su «pobre prosa». En 1965, se publicó la primera edición de El Señor de los Anillos en Estados Unidos. En 1968, la familia Tolkien se trasladó a Poole, cerca de Bournemouth.
En esta época fue nombrado doctor honoris causa por varias universidades, vicepresidente de la Philological Society y miembro de la Royal Society of Literature. En 1969, la reina Isabel II le nombró Comendador de la Orden del Imperio Británico. En su honor se fundaron, en primer lugar, la Mythopoeic Society norteamericana y la Tolkien Society británica, y decenas de sociedades similares en diversos países.

### Muerte

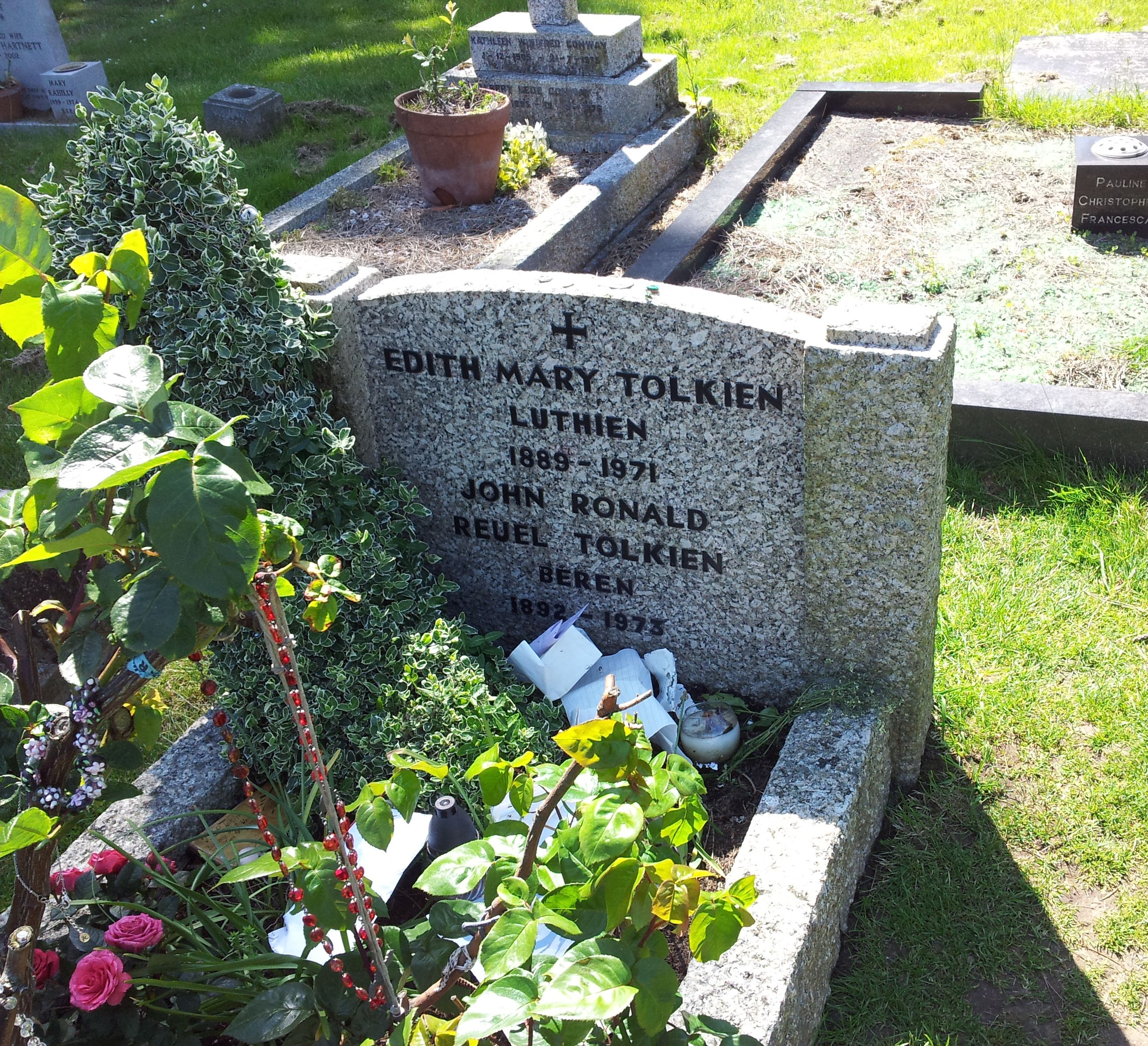
Tumba de Ronald y Edith Tolkien en el cementerio de Wolvercote, Oxford.

Edith murió el 29 de noviembre de 1971, a la edad de 82 años. Tolkien volvió a Oxford, donde falleció 21 meses después, el 2 de septiembre de 1973, con 81 años, y fue enterrado en la misma tumba que su mujer. Esta tumba, situada en el cementerio de Wolvercote, en Oxford, presenta los nombres de «Beren» y «Lúthien» para Ronald y Edith, respectivamente, extraídos de la leyenda incluida en El Silmarillion acerca del amor entre estos dos seres de diferente naturaleza (la doncella elfa Lúthien y el mortal Beren) y del robo de uno de los Silmarils.

## Pensamiento

### Religiosidad
Tolkien fue un devoto católico, y así se sintió el instrumento de la conversión de C. S. Lewis del ateísmo al cristianismo. Sin embargo, se decepcionó cuando este se volvió anglicano (Iglesia a la que Tolkien consideraba una distorsión del catolicismo basada en el "auténtico" y "duradero odio" a éste) en lugar de católico.
Tolkien educó intensamente a sus hijos en su religión. En una carta fechada el 8 de enero de 1944, y dirigida a su hijo Christopher con la intención de darle ánimos, le insta, tras explicarle un poco de doctrina católica, a recurrir a las alabanzas: «Yo las utilizo mucho (en latín): el Gloria Patri; el Gloria in excelsis; el Laudate Dominum; el Laudate pueri Dominum, uno de los salmos dominicales y el Magnificat» y la carta continúa señalando varias otras formas religiosas de buscar tranquilidad e inspiración.
En sus últimos años, Tolkien quedó profundamente decepcionado por las reformas y cambios llevados a cabo tras el Concilio Vaticano Segundo, tal como recuerda su nieto Simon Tolkien:

Recuerdo vívidamente cuando iba a la iglesia con él en Bournemouth. Era un devoto católico romano y fue poco después de que la Iglesia cambiase la liturgia del latín al inglés. Mi abuelo evidentemente no estaba de acuerdo con eso y daba todas sus respuestas en voz muy alta en latín mientras el resto de la congregación respondía en inglés. La experiencia me resultaba espantosa, pero a mi abuelo le daba lo mismo. Simplemente, tenía que hacer aquello que creía correcto.

Es un comentario habitual que existen paralelismos entre la saga de la Tierra Media y ciertos hechos de la vida de Tolkien. Suele argumentarse que El Señor de los Anillos representa a Inglaterra durante e inmediatamente después de la Segunda Guerra Mundial. Tolkien repudió ardientemente esta opinión en el prefacio a la segunda edición de su novela, declarando que prefería la aplicabilidad a la alegoría. Trató este tema con mayor extensión en su ensayo «Sobre los cuentos de hadas», en el que argumenta que los cuentos de hadas son válidos porque son consistentes en sí mismos y con algunas verdades sobre la realidad. Concluyó que el cristianismo en sí mismo sigue este patrón de consistencia interna y verdad externa. Su creencia en las verdades fundamentales del cristianismo y su lugar en la mitología lleva a los comentaristas a encontrar temas cristianos en El Señor de los Anillos, a pesar de su notable falta de referencias abiertamente religiosas, ceremonias religiosas o apelaciones a Dios. Tolkien se opuso vehementemente al uso de referencias religiosas por parte de C. S. Lewis en sus historias, que muchas veces eran abiertamente alegóricas. Sin embargo, Tolkien escribió que la escena del Monte del Destino ejemplifica líneas del Padre nuestro.
Con todo, no puede obviarse que en su carta de respuesta (Cartas n.º 142), Tolkien reconoció que: «El Señor de los Anillos es, por supuesto, una obra fundamentalmente religiosa y católica».
Su amor por los mitos y su fe devota se unieron en su creencia en que la mitología «es el eco divino de la Verdad». Expresó este punto de vista en su poema «Mitopoeia», y su idea de que los mitos contienen ciertas «verdades fundamentales» se convirtió en un tema central de los Inklings en su conjunto.

### Pensamiento político

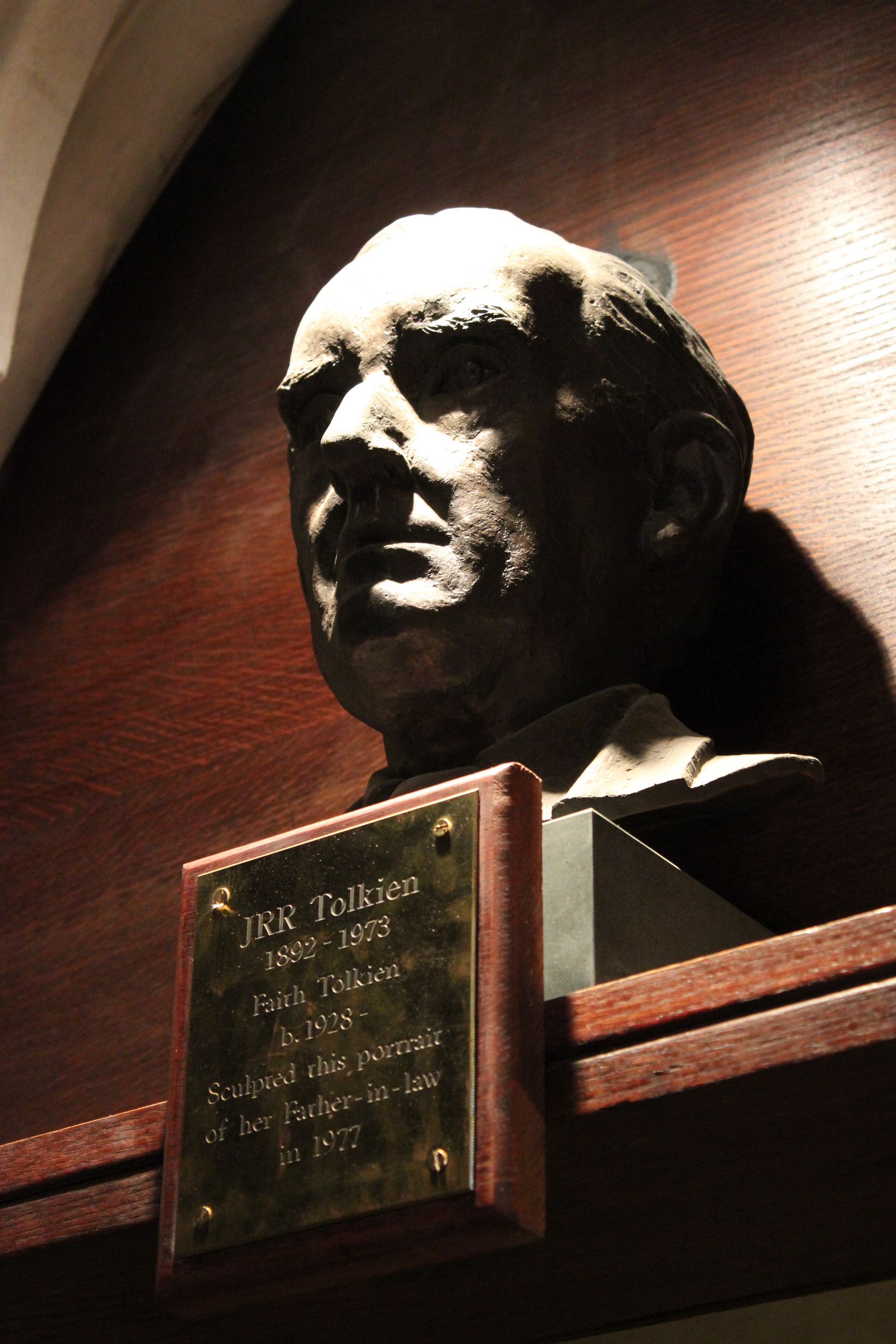
Busto de J. R. R. Tolkien, realizado por su nuera Faith Faulconbridge y emplazado en el Exeter College de la Universidad de Oxford.

Las ideas políticas de Tolkien estaban guiadas por su estricto catolicismo, por lo que sus puntos de vista eran predominantemente conservadores.

#### Anticomunismo
Tolkien apoyó el bando nacional (liderado por Francisco Franco) durante la guerra civil española, tras tener noticias de que milicianos «rojos» estaban destruyendo iglesias y matando a sacerdotes y monjas en la zona republicana. Tras reunirse con él en 1944, Tolkien expresó su admiración por el poeta sudafricano católico Roy Campbell, a quien consideraba defensor de la fe católica por sus acciones con el bando franquista.
Tolkien despreciaba a Iósif Stalin. Durante la Segunda Guerra Mundial, se refirió a él como «ese viejo asesino sediento de sangre». Sin embargo, en 1961 Tolkien criticó tajantemente a un comentador sueco que había calificado a El Señor de los Anillos como una parábola anticomunista e identificado a Sauron con Stalin, a lo que Tolkien expresó que la situación en la novela ya había sido concebida mucho antes de la Revolución rusa.

#### Oposición al nazismo
Siguiendo la opinión predominante en la Gran Bretaña de la época, se mostraba de acuerdo con la política de apaciguamiento defendida por el gobierno de Chamberlain. Sin embargo, Tolkien siempre condenó la doctrina racial del Partido Nazi y su antisemitismo como algo «totalmente pernicioso y acientífico». Cuando, en febrero de 1938, sus editores en Alemania le pidieron confirmación sobre si era de ascendencia aria, remitió dos borradores de respuesta distintos a sus editores ingleses. En el que se conserva (es decir, el que no se envió a Alemania), después de ridiculizar la mitificación del origen ario (hindú o persa) de los pueblos germánicos, replicó:

[...] si debo entender que quieren averiguar si soy de origen judío, solo puedo responder que lamento poder afirmar que no tengo antepasados que pertenezcan a ese dotado pueblo. [...] me he acostumbrado a considerar mi apellido alemán con orgullo, y seguí considerándolo así durante todo el período de la lamentable pasada guerra, durante la cual serví en el ejército inglés. Sin embargo, no puedo dejar de comentar que si averiguaciones impertinentes e irrelevantes de esta especie han de convertirse en la regla en cuestiones relacionadas con la literatura, no está entonces distante el momento en que tener un apellido alemán deje de ser fuente de orgullo.

En 1967 protestó contra una descripción de la Tierra Media como «nórdica», un término que le desagradaba por su asociación con la teoría racial de nombre similar. Tolkien no sentía por Hitler más que desprecio y le acusaba: «Arruina, pervierte, aplica erradamente y vuelve por siempre maldecible ese noble espíritu nórdico, suprema contribución a Europa, que siempre amé e intenté presentar en su verdadera luz». Tiempo después hablaría de Hitler como de uno de los «idiotas militares», «un pillo vulgar e ignorante, además de tener otros defectos (o la fuente de ellos)». Del otro bando, el suyo, tampoco le gustaba la propaganda antialemana demagógica y maniquea empleada durante la Segunda Guerra Mundial para reforzar el esfuerzo de guerra británico.
Sorprendentemente, en 1943 escribió:

Mis opiniones políticas se inclinan más y más hacia el anarquismo (entendido filosóficamente, lo cual significa la abolición del control, no hombres barbados armados de bombas) o hacia la monarquía “inconstitucional”. Arrestaría a cualquiera que empleara la palabra Estado (en cualquier otro sentido que no fuera el reino inanimado de Inglaterra y sus habitantes, algo que carece de poder, derechos o mente) [...]

 Estas palabras le han llevado a ser calificado de «anarquista monárquico».

### Acusaciones de racismo
La cuestión del racismo en la obra de Tolkien ha sido objeto de un cierto debate académico. Christine Chism clasifica las acusaciones en tres categorías distintas: racismo intencional, un prejuicio eurocentrista inconsciente, y una evolución de un racismo latente en sus primeras obras, a un repudio consciente de las tendencias racistas en sus últimos trabajos. John Yatt ha escrito: «Los “blancos” son buenos, los “oscuros” son malos, los orcos son los peores de todos». Sin embargo, otros críticos como Tom Shippey o Michael D. C. Drout no están de acuerdo con una generalización tan radical a partir de los hombres «blancos» y «oscuros» de Tolkien en «buenos» y «malos». La obra de Tolkien también ha sido defendida en este sentido por racistas declarados como el Partido Nacional Británico.
Ya se ha comentado anteriormente su postura sobre la política racial en Alemania; sobre las condiciones de vida de la gente de color en Sudáfrica, antes del apartheid, escribió a su hijo Christopher:

En cuanto a lo que dices o sugieres de las condiciones «locales», yo las conocía. No creo que hayan cambiado mucho (ni siquiera para peor). Las oía comentar por mi madre; y aún desde entonces me he tomado un interés especial por esa parte del mundo. El tratamiento del color casi siempre horroriza al que sale de Gran Bretaña, y no solo en Sudáfrica. Desdichadamente, no son muchos los que conservan largo tiempo ese generoso sentimiento.

### Pacifismo
Tolkien perdió a la mayoría de sus amigos en las trincheras durante la Primera Guerra Mundial, lo que le ponía indefectiblemente en contra de la guerra en general. Cerca del final de la Segunda, declaró que los Aliados no eran mejores que los nazis y que se comportaban como orcos en sus llamadas a una completa destrucción de Alemania. En algunos fragmentos de las Cartas a su hijo Christopher, deja ver la amargura e inutilidad humana que le provoca la guerra, y compara hechos reales con los de sus libros: «...estamos intentando conquistar a Sauron con el Anillo. Y (según parece) lo lograremos. Pero el precio es, como lo sabrás, criar nuevos Saurons y lentamente ir convirtiendo a hombres y elfos en orcos». Horrorizado por los bombardeos atómicos sobre Hiroshima y Nagasaki, se refirió a los científicos del Proyecto Manhattan como «físicos lunáticos» y «constructores de Babel». También escribió: «[...] no conozco nada sobre el imperialismo británico o estadounidense en el Lejano Oriente que no me llene de dolor y repugnancia [...]».

### Conservacionismo y ecologismo
Tolkien, gran amante y defensor de los árboles y los bosques, demostró en sus escritos un gran respeto por la naturaleza. También manifestó su rechazo a los efectos colaterales de la industrialización, que consideraba devoradora del paisaje rural inglés. Esta actitud conservacionista puede ser percibida en su trabajo, siendo el caso más palpable su retrato de la «industrialización forzada» de la Comarca al final de El retorno del Rey.
Durante la mayor parte de su vida se mostró hostil incluso a los automóviles y prefería conducir su bicicleta. Caricaturizó este aspecto de su personalidad en El señor Bliss, cuento infantil profusamente ilustrado por él mismo y editado de forma póstuma por Baillie Tolkien.

## Obra literaria

### Poemas

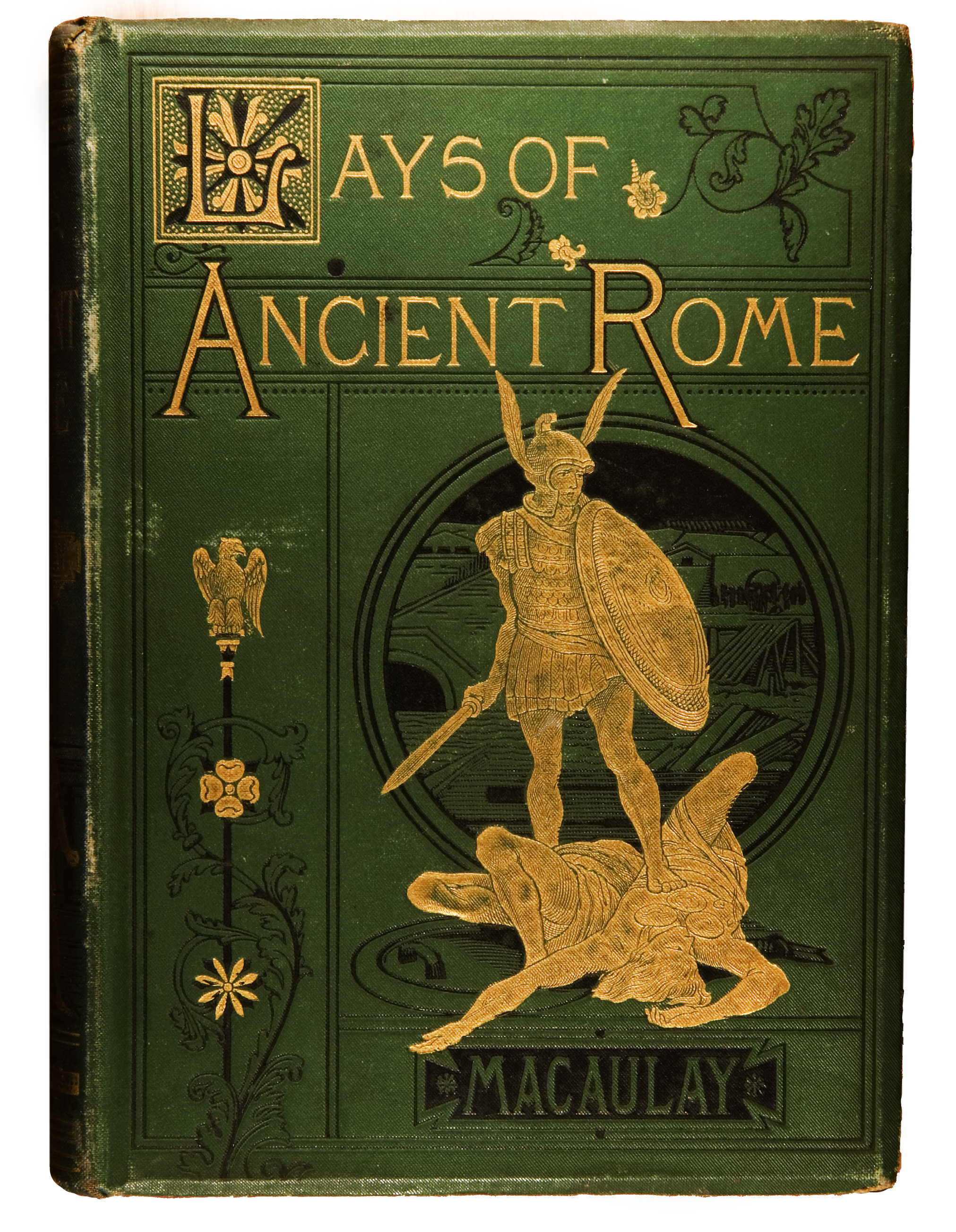
El primer poema conocido de Tolkien se basó en los Cantos populares de la Antigua Roma, de Thomas Macaulay.

El primer poema que Tolkien consiguió publicar fue La batalla del Campo del Este en 1911, cuando tenía diecinueve años.
Desde hacía tiempo, Tolkien estaba interesado en el inglés antiguo o anglosajón y se había dedicado a leer varias obras en esta lengua, entre ellas, el poema anónimo Christ I; dos líneas de este le impresionaron especialmente:

Eala Earendel engla beorhtast.
Ofer middangeard monnum sended
Salve, Earendel, el más brillante de los ángeles.
Enviado a los hombres sobre la tierra media
— «Christ I», anónimo (versos 104-105).

En 1914, inspirado por estas líneas, escribió el poema El viaje de Eärendel, la estrella vespertina, que narraba el viaje por el cielo del marinero Eärendel, más tarde convertido en Eärendil. Este poema sería imprescindible en el desarrollo de su futuro legendarium.
Tolkien continuó escribiendo numerosos poemas, algunos de ellos relacionados con su legendarium y que más tarde serían incluidos por su hijo Christopher en los volúmenes de La historia de la Tierra Media. En 1917, cuando estaba hospitalizado debido a una enfermedad contraída durante la Primera Guerra Mundial, comenzó a trabajar en otros poemas que se convertirían en la base de las historias principales de El Silmarillion: El cuento de Tinúviel, Turambar y el Foalókê, y La caída de Gondolin; con el paso de los años, estos poemas se convirtieron en textos en prosa que evolucionaron hasta las historias de Beren y Lúthien, Los hijos de Húrin y La caída de Gondolin, respectivamente.
En 1953, publicó con bastante éxito el poema El regreso de Beorhtnoth, hijo de Beorhthelm, aunque ya estaba terminado desde 1945. Escrito en verso aliterativo, es una continuación del inacabado poema anglosajón La batalla de Maldon.
En 1961, una tía le pidió que escribiera un libro dedicado a Tom Bombadil, personaje que aparece en El Señor de los Anillos. Aunque solo los dos primeros poemas están dedicados a dicho personaje, Tolkien tituló el poemario como Las aventuras de Tom Bombadil y otros poemas de El Libro Rojo, e incluyó en él otros poemas datados de la década de 1920.
Las Aventuras de Tom Bombadil y otros poemas del libro rojo se pueden encontrar resumidas (junto con poemas) en Cuentos desde el reino peligroso, el cual contiene muchas obras cortas del género fantástico.

### Roverandom
J. R. R. Tolkien acostumbraba desde siempre a narrar historias a sus propios hijos, por los motivos más diversos. Así, concibió el relato de Roverandom en 1925, como un cuento para sus hijos John (ocho años) y Michael (cinco) durante unas vacaciones. Michael estaba muy encariñado aquel verano de uno de sus juguetes: un perrito en miniatura, de plomo pintado de blanco y negro. Desafortunadamente, un día paseando por la playa con su padre, lo dejó en el suelo para jugar y lo perdió. Aunque Tolkien y sus dos hijos mayores pasaron horas buscándolo, no fue posible recuperarlo, por lo que el autor imaginó la historia que hoy conocemos como Roverandom para consolar al pequeño Michael.
Se trata de un cuento infantil que narra la historia de un perrito llamado Rover que muerde a un brujo, por lo que este lo castiga convirtiéndolo en juguete. Un niño compra ese juguete, pero lo pierde en la playa. Entonces, el hechicero de la arena le hace vivir aventuras desde la Luna hasta el fondo del mar.
Este cuento no fue publicado hasta 1998, de manera póstuma.

### Legendarium
Estos son los libros del "Legendarium" ordenados cronológicamente:
- El Silmarillion, abarca desde la creación de Arda hasta los inicios de la Tercera Edad del Sol de la Tierra Media.
- La historia de Beren y Lúthien, desarrollado en la Primera Edad del Sol de la Tierra Media.
- Los hijos de Húrin, desarrollado en la Primera Edad del Sol de la Tierra Media.
- Cuentos inconclusos de Númenor y la Tierra Media, con cuentos sobre las tres edades de la Tierra Media.
- La caída de Gondolin, desarrollado en la Primera Edad del Sol en la tierra de Beleriand
- Tal-Elmar, principio de una historia que contempla a los Númenoreanos desde el punto de vista de los Hombres Salvajes. Transcurre en la Segunda Edad del Sol. (Inconclusa)
- El hobbit, desarrollado en la Tercera Edad del Sol de la Tierra Media.
- El Señor de los Anillos, desarrollado en la Tercera Edad del Sol de la Tierra Media y finalizado en los inicios de la Cuarta Edad del Sol.
- Las aventuras de Tom Bombadil y otros poemas de El Libro Rojo.
- La última canción de Bilbo, justo antes de zarpar hacia las Tierras Imperecederas abandonando la Tierra Media para siempre.
- La nueva sombra, se desarrolla en la Cuarta Edad del Sol durante el gobierno de Eldarion (inconclusa)
- La historia de la Tierra Media, es una serie de 13 libros que reúnen y analizan material relacionado con el mundo fantástico creado por J. R. R. Tolkien, compilado y editado por su hijo, Christopher Tolkien.
  - Los volúmenes son los siguientes:

1. El libro de los cuentos perdidos 1 (HTM I, 1983)
2. El libro de los cuentos perdidos 2 (HTM II, 1984)
3. Las baladas de Beleriand (HTM III, 1985)
4. La formación de la Tierra Media (HTM IV, 1986)
5. El camino perdido y otros escritos (HTM V, 1987)
6. El retorno de la Sombra (HSDLA I, 1988)
7. La traición de Isengard (HSDLA II, 1989)
8. La Guerra del Anillo (HSDLA III, 1990)
9. El fin de la Tercera Edad o Sauron derrotado (HSDLA IV, 1992)
10. La caída de Númenor (HTM VI, 1992)
11. El anillo de Morgoth (HTM VII, 1993)
12. La Guerra de las Joyas (HTM VIII, 1994)
13. Los pueblos de la Tierra Media (HTM IX, 1996)

En 2002, se publicó el volumen denominado The History of Middle-earth Index que no ha sido traducido al español y que consiste en un índice completo de cada uno de los trece volúmenes que comprenden la colección.

### El Silmarillion

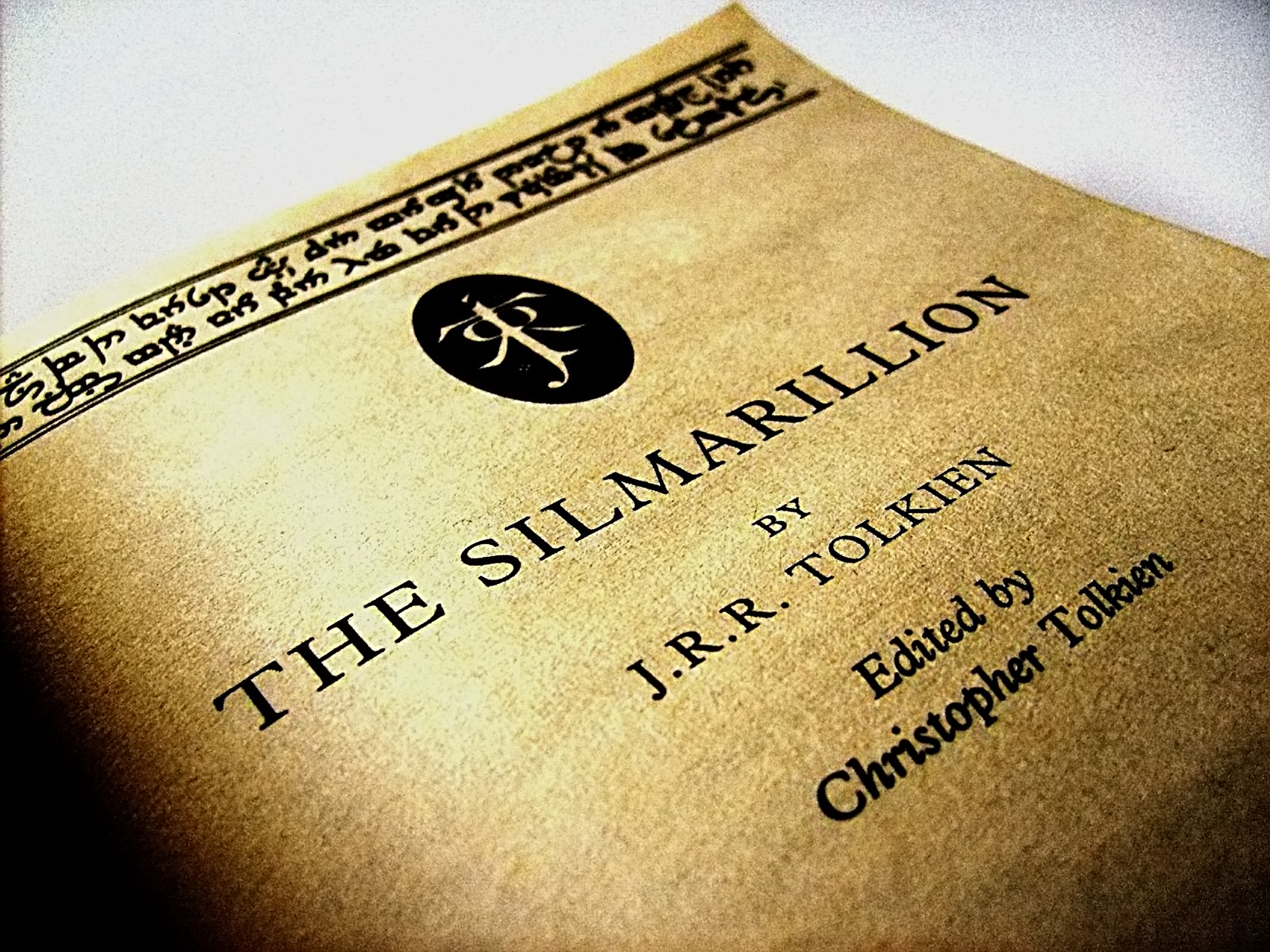
Portada de El Silmarillion.

Tolkien escribió un breve esquema de su mitología del que los cuentos de Beren y Lúthien y el de Túrin formaban parte, y ese esquema fue evolucionando hasta convertirse en el Quenta Silmarillion, una historia épica que Tolkien comenzó tres veces pero nunca publicó. Tolkien confiaba en publicarla al abrigo del éxito de El Señor de los Anillos, pero a las editoriales (tanto a Allen & Unwin como a Collins) no las convenció; puesto que, además, los costes de impresión eran muy altos en la posguerra. La historia de esta continua reescritura se cuenta en la serie póstuma de La historia de la Tierra Media, editada por el hijo de Tolkien, Christopher. Desde 1936, aproximadamente, Tolkien empezó a extender su marco de trabajo para abarcar la narración de la caída de Númenor (Akallabêth), inspirada en la leyenda de la Atlántida. No fue hasta 1977, de manera póstuma, que los escritos que componen El Silmarillion vieron la luz, recopilados y editados por Christopher Tolkien. A los relatos mencionados (Quenta Silmarillion y Akallabêth), se añadieron para la publicación otros más breves, de los primeros y los últimos tiempos de la Tierra Media: Ainulindalë, Valaquenta y De los Anillos de Poder y la Tercera Edad.

### El hobbit

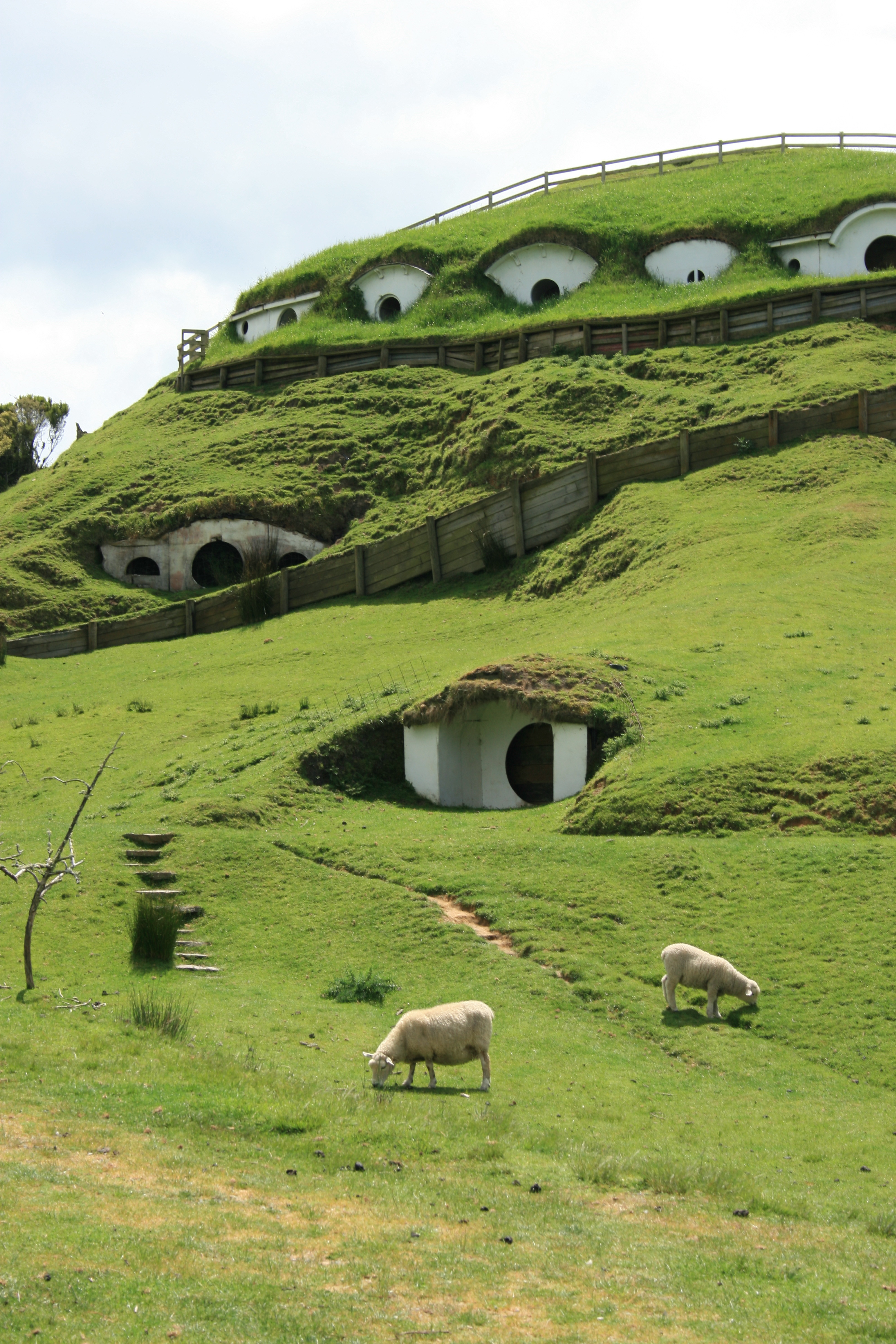
La Colina de Hobbiton, donde se encuentra la casa de Bilbo Bolsón.

Tolkien escribía las historias de su legendarium para su propio deleite, el de su familia y el de su círculo literario, sin intención de alcanzar con ellas al gran público. Sin embargo, por casualidad, otro libro que había escrito en 1932 para sus propios hijos y al que había titulado El hobbit pasó de mano en mano sin intervención del autor hasta llegar a Susan Dagnall, una empleada de la editorial londinense George Allen & Unwin. Esta le enseñó el libro al presidente de la empresa, Stanley Unwin, quien se lo dio a su hijo pequeño, Rayner, para que lo leyera; la historia le gustó tanto que decidieron publicarlo.
En este libro se narran las aventuras del hobbit Bilbo Bolsón que, junto con el mago Gandalf y una compañía de enanos, se verá envuelto en un viaje para recuperar el reino de Erebor, arrebatado a los enanos por el dragón Smaug.
Si bien se trata de una historia infantil, el libro atrajo también la atención de lectores adultos y se hizo lo suficientemente popular como para que Stanley Unwin le pidiera a Tolkien que trabajara en una secuela, más tarde conocida como El Señor de los Anillos.

### El Señor de los Anillos

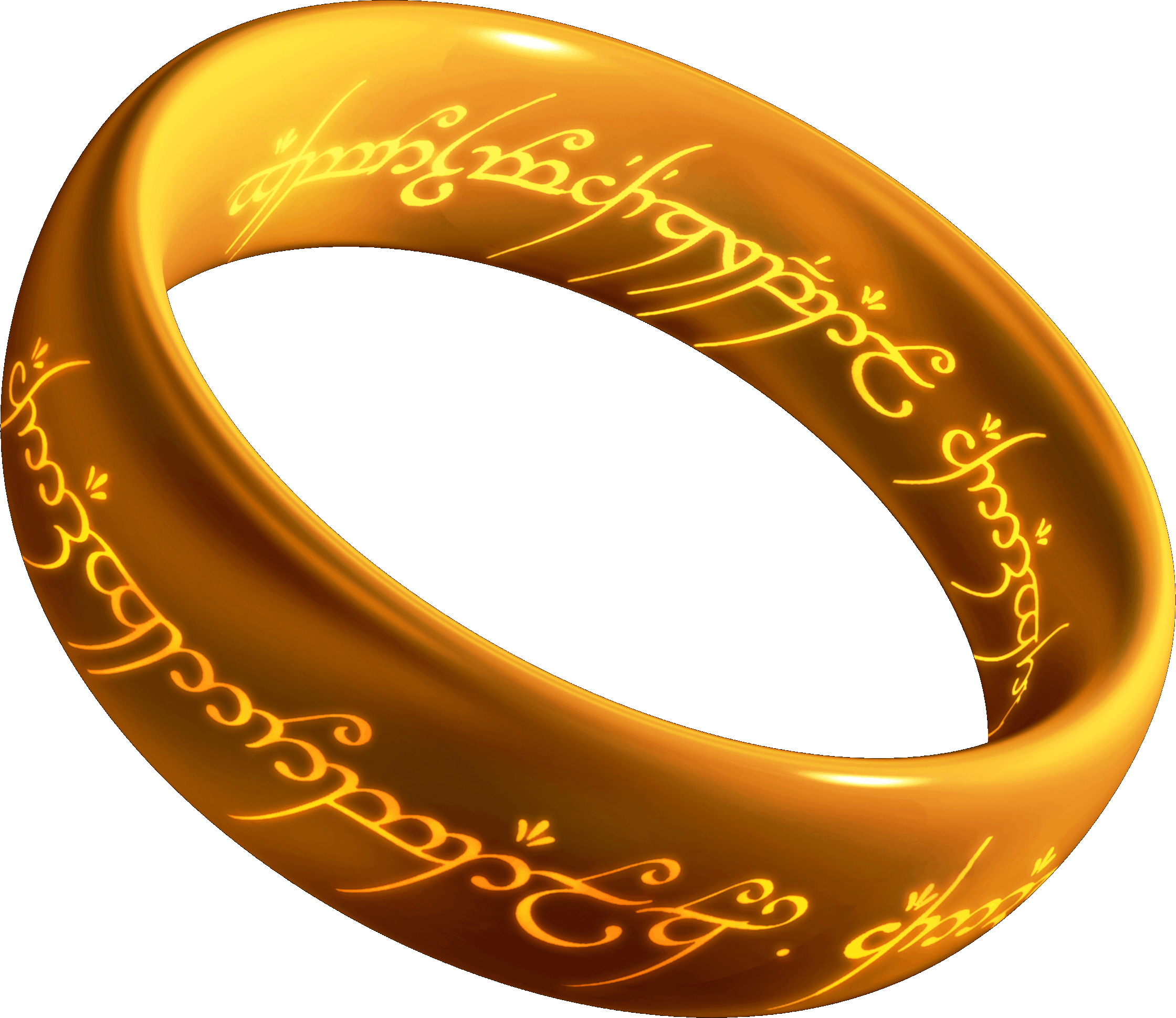
El Anillo Único, en torno a cuya destrucción gira la trama de El Señor de los Anillos.

Aunque no se encontraba inspirado para tratar el tema, la petición de Stanley Unwin de una secuela para El hobbit impulsó a Tolkien a comenzar la que sería su obra más famosa, El Señor de los Anillos, una novela de fantasía épica subdividida en tres volúmenes y publicada entre 1954 y 1955. Tolkien invirtió más de diez años en la creación de la historia y los apéndices de la novela, tiempo durante el cual recibió el apoyo constante de los Inklings, en particular de su amigo más cercano, C. S. Lewis, al que prestaba o leía los borradores que iba escribiendo para que los juzgara. Tanto los acontecimientos de El hobbit como los de El Señor de los Anillos están enmarcados en el contexto de El Silmarillion, pero en una época bastante posterior.
La intención original de Tolkien al empezar a escribir El Señor de los Anillos era que este fuera un cuento para niños al estilo de El hobbit, pero poco después recordó el anillo encontrado por Bilbo Bolsón y decidió centrar la historia en torno a él y su devenir, convirtiéndose en un escrito más oscuro y serio; por ello, a pesar de ser una continuación directa de El hobbit, fue dirigido a un público más maduro. Por otro lado, Tolkien aprovechó más en esta novela la inmensa historia de Beleriand, que había ido construyendo en años anteriores y que finalmente fue publicada de forma póstuma en el El Silmarillion y otros volúmenes.
El Señor de los Anillos se volvió tremendamente popular en la década de 1960 y se ha mantenido así desde entonces, situándose como una de las obras de ficción más populares del siglo XX a juzgar por sus ventas y las encuestas de lectores, como la realizada por las librerías Waterstone's de Reino Unido y la cadena de televisión Channel 4, que eligió a El Señor de los Anillos como el mejor libro del siglo.

### La historia de Kullervo
Se trata de una versión en prosa del ciclo de Kullervo del poema épico finés Kalevala. Escrito por Tolkien cuando era un estudiante en el Exeter College, Oxford, de 1914 a 1915, fue una época inestable para el autor y esta es la sensación que se refleja en la oscura temática de la historia.

## Su carrera como lingüista
Tolkien aprendió latín, francés y alemán de su madre y, mientras estaba en el colegio, aprendió inglés medio, inglés antiguo, finés, gótico, griego, italiano, noruego antiguo, español, galés y galés medieval. También estuvo familiarizado con el esperanto, danés, neerlandés, lombardo, noruego, ruso, serbio, sueco y antiguas formas del alemán moderno y eslovaco, lo que revela su profundo conocimiento lingüístico sobre todas las lenguas germánicas.

### Lenguas construidas

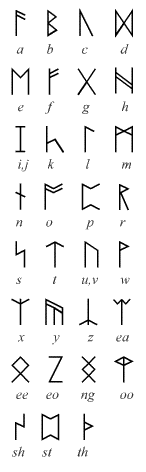
Alfabeto rúnico con la correspondiente traducción que Tolkien le asignó para usarlo en varias ilustraciones de su novela El hobbit.

Su pasión por los idiomas comenzó a los ocho o nueve años de edad, cuando se deleitaba con el sonido del latín pronunciado por su madre o se entretenía con su prima Mary inventando sus propias lenguas, como el «animálico» o el «nevbosh» (‘nuevo disparate’). Algo más tarde creó el «naffarin» (basado en el español que aprendía con la ayuda del padre Morgan). Después descubrió el gótico, el galés y el finés, base de sus grandes creaciones: el sindarin, la lengua de los sindar y, sobre todo, el quenya, la lengua de los noldor; alentado por sus profesores Kenneth Sisam, catedrático de instituto en Literatura Comparada y con quien competiría por la cátedra de anglosajón en el Merton College de la Universidad de Oxford, y Robert Gilson, quienes descubrieron en él a un gran filólogo.
Su carrera académica y su producción literaria son inseparables de su amor por el lenguaje y la filología. Se especializó en la filología del griego durante la universidad y en 1915 se graduó con nórdico antiguo como materia especial. De 1919 a 1920, tras licenciarse del ejército una vez finalizada la Primera Guerra Mundial, Tolkien trabajó como ayudante del redactor jefe de la primera edición del Oxford English Dictionary, y se encargó de redactar los borradores para tres adiciones que aparecieron por primera vez en la edición publicada en octubre de 1921. En 1920, fue a la Universidad de Leeds como profesor de inglés, donde reclamó crédito por aumentar el número de estudiantes en lingüística de cinco a veinte. Dio cursos sobre el verso heroico en inglés antiguo, historia del inglés, varios textos en inglés antiguo y medio, filología del inglés antiguo y medio, filología introductoria a las lenguas germánicas, gótico, nórdico antiguo y galés medieval. Cuando en 1925, con treinta y tres años, Tolkien solicitó la cátedra Rawlinson y Bosworth, presumió de que sus estudiantes de filología germana en Leeds habían formado un «Club Vikingo».
Privadamente, a Tolkien lo atraían las «cosas de significación racial y lingüística», y contempló nociones de un heredado gusto por el lenguaje, donde calificó a la «lengua nativa» como opuesta a la «lengua materna» en su conferencia «El inglés y el galés», que es crucial para entender su concepto de la raza y el lenguaje. Consideraba el inglés medio de los Midlands occidentales su «lengua nativa» y, como le escribió a W. H. Auden en 1955, «Soy de los Midlands Occidentales por sangre (y tomé el inglés medio de estos como una lengua conocida tan pronto como posé mis ojos sobre ellos)».
Paralelamente a su trabajo profesional como filólogo, y algunas veces eclipsándolo hasta el extremo de que su producción académica permaneciera bastante escasa, estaba su afecto por la construcción de lenguas artificiales. Las de mayor desarrollo eran el quenya y el sindarin. El lenguaje y la gramática para Tolkien fueron una cuestión de estética y eufonía, y el quenya en particular fue diseñado por consideraciones «fonoestéticas»; fue previsto como un «elfolatín», y estaba basado fonológicamente en el latín, con ingredientes del finés y el griego. Una notable adición vino a fines de 1954 con el adunaico de Númenor, una lengua de «un sabor ligeramente semítico», conectada con el mito tolkieniano de la Atlántida que, por medio de «Los papeles del Notion Club», se liga directamente con sus ideas sobre la heredabilidad del lenguaje, y a través de la Segunda Edad del Sol el mito de Eärendil fue asentado en el legendarium, de este modo proveyendo un enlace al «mundo real y primordial» del siglo XX de Tolkien con el pasado mitológico de la Tierra Media.
Tolkien consideraba los lenguajes inseparables de la mitología asociada con ellos y, consecuentemente, tomó tenue vista de las lenguas auxiliares: en 1930 un congreso de esperantistas escucharon esto de él, en su conferencia «Un vicio secreto», «La construcción de su lenguaje engendrará una mitología», pero en 1956 concluyó que el «volapük, esperanto, ido, novial, etc., están muertos, más que otras lenguas ancestrales no utilizadas, debido a que sus autores nunca inventaron ninguna leyenda en esperanto».
La popularidad de los libros de Tolkien ha tenido un pequeño pero duradero efecto en el uso del lenguaje en la literatura fantástica en particular, e incluso en importantes diccionarios, que hoy en día comúnmente aceptan el restablecimiento tolkiano de las palabras dwarves (enanos) y elvish (élfico) (en contraposición a dwarfs y elfish), que no habían estado en uso desde mitad aproximadamente el siglo XIX. Otros términos que ha acuñado, tales como legendarium y eucatástrofe son mayormente usados en conexión con su trabajo.

## Adaptaciones cinematográficas de su obra

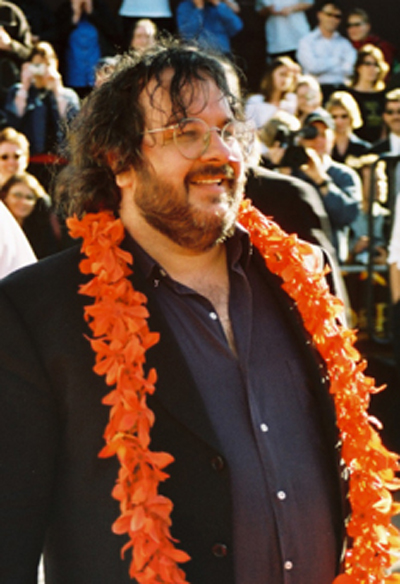
Peter Jackson en el estreno mundial de El Señor de los Anillos: el retorno del Rey en Wellington.

Varias obras de Tolkien han sido adaptadas al cine, empezando por la adaptación animada por Rankin/Bass de la novela El hobbit en 1977. Al año siguiente Ralph Bakshi dirigió El Señor de los Anillos, una adaptación incompleta también para el cine de animación de la novela en tres volúmenes. El equipo de la Rankin/Bass creó también, en 1980, un especial animado de televisión titulado El retorno del Rey, que incluía una recapitulación muy breve de los dos primeros tomos de El Señor de los Anillos, y que se presentó como una continuación de la película de 1977.
Más de veinte años después, New Line Cinema y el director neozelandés Peter Jackson crearon la adaptación más exitosa de El Señor de los Anillos, en una trilogía de películas protagonizadas por Elijah Wood, Viggo Mortensen, Sean Astin, Christopher Lee, Andy Serkis, Liv Tyler, Orlando Bloom e Ian McKellen, estrenadas en los años 2001: El Señor de los Anillos: La Comunidad del Anillo, 2002 El Señor de los Anillos: Las dos torres y 2003 El Señor de los Anillos: El retorno del rey.
Posteriormente, los mismos New Line Cinema y Peter Jackson (aunque durante un tiempo se barajó la dirección del mexicano Guillermo del Toro) abordaron también la adaptación de El hobbit en una trilogía de películas, con Martin Freeman como Bilbo Bolsón, Richard Armitage como Thorin, Ian McKellen como Gandalf, Orlando Bloom nuevamente como el elfo silvano Legolas, Christopher Lee, que volvió a interpretar a Saruman, Benedict Cumberbatch como Smaug además de Andy Serkis reinterpretando a Gollum. Estrenadas en 2012: El hobbit: Un viaje inesperado, 2013 El hobbit: La desolación de Smaug y 2014 El hobbit: La batalla de los cinco ejércitos.
En 2019 se estrenó Tolkien, película dirigida por Dome Karukoski, basada en la vida del autor británico, quien es representado por Nicholas Hoult. La película tuvo una recepción mixta y se ha considerado que no aborda el pensamiento de Tolkien a profundidad, evadiendo sobre todo su fe católica.
En 2024 salió la película de animación La guerra de los Rohirrim, dirigida por el director japonés Kenji Kamiyama. Está basada en un pasaje de los apéndices de El Señor de los Anillos.